# Fase 3
Fase 3 è il trentaquattresimo album di Peppino di Capri, pubblicato il 5 giugno 2001 dalla Columbia Sony Music.

## Descrizione
Questo album è stato pubblicato dopo la partecipazione di Peppino di Capri al cinquantunesimo Festival di Sanremo con la canzone Pioverà arrivata al undicesimo posto.
Nella copertina del CD, Peppino spiega che è la sua terza fase. Il cantante caprese scrive: "Gli anni di Malatia e Nun e peccato hanno segnato il mio felice esordio. Champagne e Roberta mi hanno consacrato in tutto il mondo. Oggi, riscopro più vivo l'entusiasmo di ritornare ad essere un elegante rivoluzionario. L'affascinante avventura che abbiamo vissuto durante la registrazione di questo disco , mi ha convinto che nella musica non c'è età. Che ne dite di riparlarne dopo l'ascolto?".
Gli arrangiamenti sono curati da Bruno Illiano, mentre i cori sono affidati a Paola Falanga, Adel Kouki, Diego Lemmi, Bruno Illiano e Marzouk Mejri.
Tutte le canzone del disco sono firmate da Franco Del Prete che ha collaborato durante la sua carriera con Gino Paoli, Eduardo De Crescenzo, Lucio Dalla e Enzo Avitabile.
Degno di nota è il duetto con James Senese, pezzo che conclude l'album con sonorità jazz-rock, originali per Peppino di Capri. Senese ha potuto incidere la parte cantata per gentile concessione della casa discografica PDG.
L'idea del disco e la sua produzione esecutiva sono realizzate da Pepe Graziani.
La direzione artistica è il frutto del lavoro di Franco del Prete e Peppino di Capri.
Il disco è stato registrato e mixato negli studi Splash di Napoli da Massimo Carola e Andrea Tregua.

## Tracce
1. Com'è difficile (F.Nel Prete, Peppino di Capri, V.Mancini)
2. Jamma jamma (F.Nel Prete, V.Mancini, Peppino di Capri)
3. E tu ci sei (F.Nel Prete, Peppino di Capri, V.Mancini)
4. Pioverà (F.Del Prete, M.Vitale, Peppino di Capri)
5. Morire d'amore (F.Del Prete, B.Illiano, V.Anoldo, Peppino di Capri)
6. Lasceremo segni (F.Del Prete, Peppino di Capri)
7. Radio Caroline (F.Del Prete, Peppino di Capri, V.Mancini)
8. Dimmi che mi vuoi (F.Del Prete, B.Illiano, A.Guarino)
9. Rosso (F.Del Prete, Peppino di Capri, V.Mancini)
10. Go away (F.Del Prete, J.Senese)

## Formazione
- Peppino di Capri: voce, pianoforte, chitarra, tastiere
- Bruno Illiano: piano acustico, tastiere,  computer
- Adriano Guarino: chitarra
- Alfredo Paixao: Basso
- Peppe Sanino: percussioni
- Darbuka e Tar: percussioni
- Marzouk Mejri: percussioni
- Franco Del Prete: percussioni, batteria, direzione ritmica[7]